# ハクジン (俳優)
ハクジン（朝: 학진、本名：ヤン・ハクジン、1991年8月26日 - ）は、韓国の俳優、モデル。『ソロモンの偽証』『とにかくアツく掃除しろ〜恋した彼は潔癖王子!?〜』などへの出演で知られる。

## 略歴
小学校から大学まで10年間バレーボール選手をしていたが、怪我で引退。2014年、ドラマ『リセット』で俳優デビュー。その後、ウェブドラマ『悪夢先生』、Viki Originalシリーズ『TONG～メモリーズ～』、テレビドラマ『ザ・ミラクル』『ソロモンの偽証』などに出演。2016年、スポーツバラエティ番組『わが町 芸・体・能』への出演で知名度を上げる。

## 出演

### テレビドラマ
| 年        | 題名                                             | 役名                    | 参照  |
| --------- | ------------------------------------------------ | ----------------------- | ----- |
| 2014      | リセット                                         | 防犯カメラ室の男性の1人 |       |
| 2016      | TONG～メモリーズ～                               | キム・ジヌ              |       |
| 2016      | 悪夢先生                                         | ソク・ピルホ            |       |
| 2016      | ザ・ミラクル                                     | ハン・ギョソク          |       |
| 2016      | マイ・ランウェイ                                 | チョンシク              |       |
| 2016-2017 | ソロモンの偽証                                   | キム・ドンヒョン        |       |
| 2017      | 適齢期惑々ロマンス～お父さんが変！？～           | ヨン・テス              |       |
| 2018      | ソウルドライバー（原題）                         | シワン                  |       |
| 2018      | とにかくアツく掃除しろ! 〜恋した彼は潔癖王子!?〜 | イ・ドンヒョン          |       |
| 2019      | スタンバイ！キュレーター                         | ド・ギョンハ            |       |
| 2021      | ドキドキ放送事故（原題）                         | ソン・ヒョヌ            | [ 6 ] |

### テレビ番組
- ソサエティゲーム（朝鮮語版）シーズン2（tvN）
- わが町 芸・体・能（朝鮮語版）（KBS2）
- ひとりで来ました（朝鮮語版）（2017年、KBS2）

### ミュージックビデオ
- Wax - How I Wish It Could Be That Way（2014年）
- 2EYES - PIPPI（2015年）